# Fred Galvin
Frederick William Galvin, né le 10 novembre 1936 à Saint Paul (Minnesota), est un mathématicien, professeur émérite à l'Université du Kansas. Ses recherches ont porté sur la théorie axiomatique des ensembles et la combinatoire.

## Recherches
Son travail combinatoire notable comprend la preuve de la conjecture de Dinitz. En théorie des ensembles, il prouve avec András Hajnal que si ℵ ω 1 est un cardinal limite fort, alors on a :
{\displaystyle 2^{\aleph _{\omega _{1}}}<\aleph _{(2^{\aleph _{1}})^{+}}}
La recherche sur l'extension de ce résultat conduit Saharon Shelah à l'invention d'une théorie appelée théorie PCF (en). Galvin donne une preuve élémentaire du théorème de Baumgartner-Hajnal {\displaystyle \omega _{1}\to (\alpha )_{k}^{2}} ( {\displaystyle \alpha <\omega _{1},k<\omega } ). La preuve originale de Baumgartner et Hajnal utilise le forçage et la technique de l'absolu (en). Galvin et Shelah également prouvent les relations de partition entre crochets {\displaystyle \aleph _{1}\not \to [\aleph _{1}]_{4}^{2}} et {\displaystyle 2^{\aleph _{0}}\not \to [2^{\aleph _{0}}]_{\aleph _{0}}^{2}}. Galvin prouve également la relation de partition {\displaystyle \eta \to [\eta ]_{3}^{2}} où η désigne le type d'ordre de l'ensemble des nombres rationnels. Galvin et Karel Prikry prouvent que chaque ensemble Borel est Ramsey. Galvin et Komjáth montrent que l'axiome du choix équivaut à l'affirmation selon laquelle chaque graphe a un nombre chromatique.
Galvin obtient son doctorat en 1967 de l'Université du Minnesota.
Il a inventé les variantes double-move chess en 1957 (une subtile variante des échecs marseillais) et push chess en 1967.